# Goodwin (Dakota Południowa)
Goodwin – miasto w Stanach Zjednoczonych, w stanie Dakota Południowa, w hrabstwie Deuel.